# Lettera di vettura aerea
La lettera di vettura aerea, nota anche con il nome in lingua inglese Air Waybill (AWB), è il documento tipico del trasporto merci a mezzo aereo che viene emessa per merci caricate sia su aerei esclusivamente addetti al carico merci (all-cargo o Freighters) sia entro le stive di aerei addetti al traffico passeggeri.

## Emissione
Il mittente o, per esso, il caricatore (shipper o forwarder) redige in triplice originale l'apposito formulario della lettera di vettura ed il vettore (carrier)- presa in consegna la merce - completa il documento nelle parti di sua competenza.
Dei tre originali il primo porta l'indicazione "per il vettore" ed è firmato dal mittente, il secondo porta l'indicazione "per il destinatario" ed è firmato dal vettore e dal mittente ed accompagna la merce, il terzo infine porta l'indicazione "per il caricatore" ed è firmato dal vettore e consegnato al mittente dopo la presa in consegna delle merci.

## Contenuto
La lettera di vettura, il cui codice di numerazione è standardizzato in 3 + 8 cifre (le prime 3 rappresentanti il codice della compagnia aerea che la emette e le successive un numero univoco) deve contenere le seguenti indicazioni:
- Nome e domicilio del vettore (carrier)
- nome e domicilio del mittente (shipper o forwarder)
- Luogo di destinazione e, se nominativa, nome e domicilio del destinatario
- La natura, la qualità e la quantità delle cose da trasportare, nonché il numero, il peso e le dimensioni dei colli e le marche che li contrassegnano,
- Lo stato apparente delle merci ovvero degli imballaggi
- il luogo e la data di carico,
- il prezzo del trasporto, la data ed il luogo di pagamento, nonché il soggetto che deve eseguirlo,
- il prezzo della merce e l'ammontare delle spese (se il trasporto è fatto contro-assegno)
- l'eventuale valore dichiarato;
- i documenti consegnati al vettore in accompagnamento della merce,
- la durata del trasporto e la via da seguire;
- l'indicazione se trattasi di merci pericolose nonché tutte le indicazioni specifiche della pericolosità stessa.

## Valore legale
Per la legge italiana l'originale di pertinenza del caricatore For the Shipper è un titolo rappresentativo trasmissibile mediante girata che dà al legittimo possessore la disponibilità della merce.
In realtà, in base agli accordi IATA la lettera di vettura è solo un documento che comprova la conclusione del contratto di spedizione o di trasporto, la ricezione delle merci da parte del vettore e le condizioni di trasporto ma NON è un documento rappresentativo.
Di fatto - per evidenti peculiarità del trasporto aereo - allo scalo di arrivo la compagnia aerea consegna la merce al destinatario indicato sulla lettera di vettura senza necessità di presentazione del terzo originale.

## Incoterms
La lettera di vettura, per la natura stessa del trasporto, non viene emessa quando la merce è effettivamente a bordo dell'aeromobile ma al momento della presa in consegna da parte del vettore (Compagnia Aerea).
Per questo motivo nelle condizioni di resa merce NON deve mai essere utilizzata la clausola FOB - Free On Board (ad esempio FOB Milano Malpensa) bensì quella FCA - Free Carrier (ad esempio FCA Milano Malpensa).
L'inosservanza di questa semplice regola può causare - in caso di danneggiamenti - liti fra le parti ed il ricorso alle vie legali.